# Мавронорос
Мавронорос (грч. Μαυρονόρος) је насељено место у општини Гребен у периферији Западна Македонија, Грчка. Према попису из 2021. године било је 83 становника.
Према бугарском географу и историчару, Василу Канчову, у Мавроноросу је 1900. године живело 177 Грка.